# Makueni (hạt)
Hạt Makueni là một hạt thuộc tỉnh Đông ở Kenya. Theo điều tra dân số ngày 24 tháng 8 năm 1999, hạt này có dân số 771545 người. Hạt Makueni có diện tích 7966 km². Hạt lỵ đóng tại Makueni.